# Hamngatan 2-4

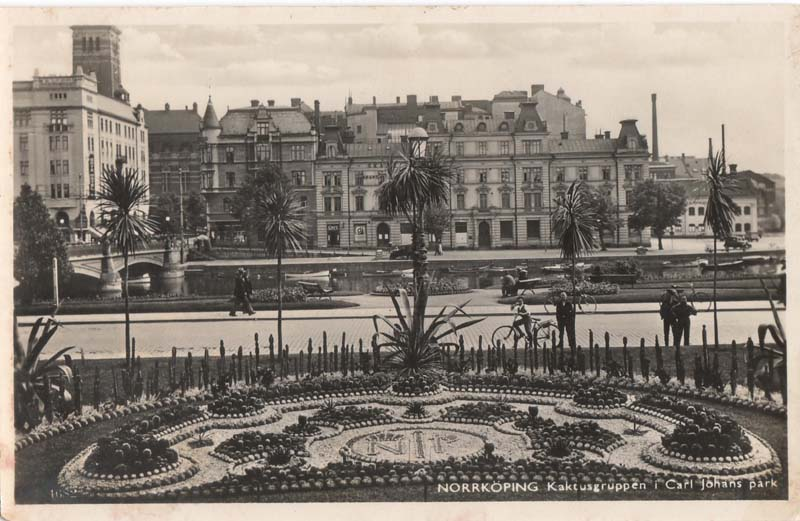
Hamngatan 2-4 med Kaktusplanteringen och Bråddgatan i förgrunden, början av 1930-talet.

Hamngatan 2-4 är en byggnad vid Hamngatan i kvarteret Bron i Gamla staden i Norrköping, som ritades av Karl Flodin och uppfördes för Jean Lawski. Den blev färdig 1888.
Kvarteret Bron, som ligger vid Saltängsbron, som år en av Norrköpings tidigaste broar, har varit bebyggt sedan 1600-talet. Före uppförandet av Hamngatan 2-4 fanns i kvarteret små handelsverksamheter och hantverkarverkstäder och -bostäder. År 1871 fanns det på tomten små verkstäder och fiskhandel, vilka låg i direkt anslutning till kajen vid Motala ström, där fiskebåtarna lade till.
Hamngatan 2-4 uppfördes i fransk nyrenässans i tre våningar i flyglarna och i fyra våningar i mittendelen. Byggnaden var den första i storslagen stil i kvarteret. Jean Lawski lät 1897-1898 bygga också grannhuset mot Drottningatan, det så kallade Lawskihuset. Fasaden har gul puts på tegel samt sockel i huggen granit.
På 1960-talet fanns planer på att riva huset och ersätta det med ett parkeringshus.

## Bildgalleri

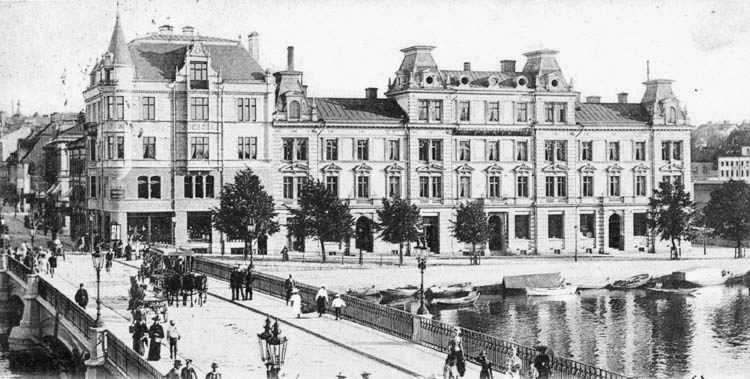
Kvarteret Bron mot Hamngatan med Lawskihuset till vänster och Hamngatan 2-4 till höger, mellan 1898 och 1903.
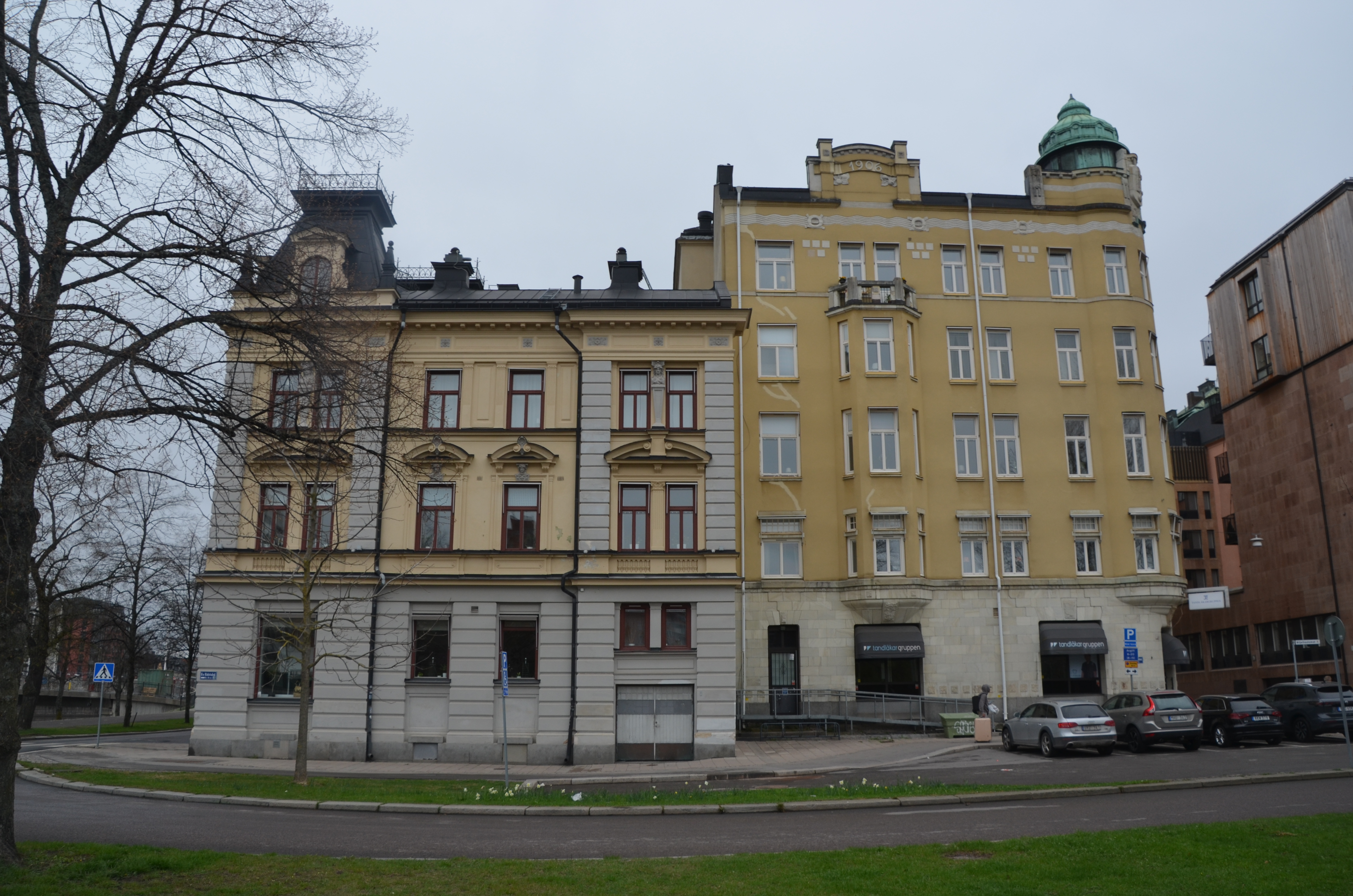
Hörnet Hamngatan/Gamla Rådstugugatan mot Motala ström, med två av Jean Lawskis hus i kvarteret Bron, med gavelfasaden till Hamngatan 2-4 till vänster.